# Сестшеховиці
Сестшеховиці (пол. Siestrzechowice) — село в Польщі, у гміні Ниса Ниського повіту Опольського воєводства.
Населення — 241 особа (2011).

## Демографія
Демографічна структура станом на 31 березня 2011 року:
|          | Загалом | Допрацездатний вік | Працездатний вік | Постпрацездатний вік |
| -------- | ------- | ------------------ | ---------------- | -------------------- |
| Чоловіки | 125     | 22                 | 98               | 5                    |
| Жінки    | 116     | 15                 | 76               | 25                   |
| Разом    | 241     | 37                 | 174              | 30                   |